# Целегорское сельское поселение
Целегорское сельское поселение или муниципальное образование «Целегорское» — упразднённое муниципальное образование со статусом сельского поселения в Мезенском муниципальном районе Архангельской области.
Соответствует административно-территориальной единице в Мезенском районе — Целегорскому сельсовету.
Административный центр — деревня Целегора.

## География
Целегорское сельское поселение находится на юге Мезенского муниципального района, на обоих берегах Мезени. В деревне Азаполье находится детский оздоровительно-образовательный центр «Стрела».

## История
Муниципальное образование было образовано в 2006 году.

## Население
| 2010 | 2011 | 2012 | 2013 | 2014 | 2015 |
| ---- | ---- | ---- | ---- | ---- | ---- |
| 272  | →272 | ↘250 | ↘234 | ↘209 | ↘197 |
| 2016 | 2017 | 2018 | 2019 | 2020 | 2021 |
| ↘182 | ↘168 | ↘144 | ↘139 | ↘118 | ↗174 |

В 2005 году было 389 человек.

## Состав сельского поселения
В состав сельского поселения входят населённые пункты:
- Азаполье
- Мелогора
- Целегора
- Черсова